# Joseph Lawton Collins

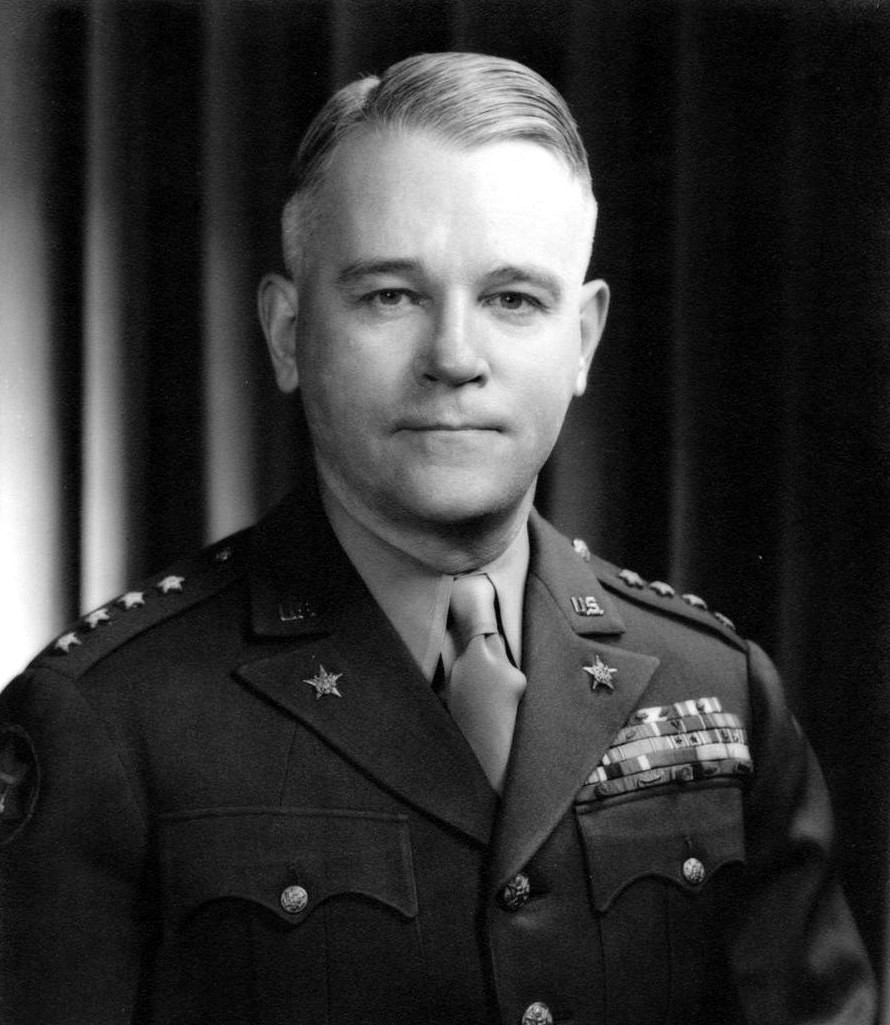
Joseph Lawton Collins (1948)

Joseph Lawton Collins (New Orleans, Louisiana, 1896. május 1. – Washington, 1987. szeptember 12.) amerikai tábornok. A louisianai New Orleansban született. 1917-ben végzett az Egyesült Államok Katonai Akadémiáján (ismertebb nevén a West Pointon). A második világháború során részt vett a csendes-óceáni és az európai hadszíntereken zajló hadműveletekben is. A Koreai háború idején a Hadsereg vezérkari főnöke volt. Unokaöccse Michael Collins, az embert először a Holdra juttató Apollo–11 űrhajó parancsnoki moduljának pilótája volt.
Az 1950-es években a NATO-ban töltött be különböző pozíciókat. 1954 és 1955 között az Egyesült Államok különleges megbízottja volt Vietnámban mint nagykövet.
1956-ban szerelt le és vonult nyugállományba. 1987-ben halt meg Washingtonban, és az arlingtoni katonai temetőben helyezték végső nyugalomra.